# Volta a Andalusia 2007
La Volta a Andalusia 2007 es va disputar entre el 18 al 22 de febrer de 2007. Va ser guanyada per l'espanyol Óscar Freire de l'equip Rabobank, per davant de Dario Cioni i Tadej Valjavec.

## Etapes
| Etapa | Data         | Recorregut                | Km       | Vencedor d'etapa | Líder de la general |
| ----- | ------------ | ------------------------- | -------- | ---------------- | ------------------- |
| 1a    | 18 de febrer | Villa de Otura - La Zubia | 146,5 km | Dario Cioni      | Dario Cioni         |
| 2a    | 19 de febrer | Vegas del Genil - Cazorla | 146,5 km | Óscar Freire     | Dario Cioni         |
| 3a    | 20 de febrer | La Guardia de Jaén - Jaén | 175 km   | Max van Heeswijk | Dario Cioni         |
| 4a    | 21 de febrer | Cabra - Còrdova           | 174 km   | Tom Boonen       | Dario Cioni         |
| 5a    | 22 de febrer | Écija - Antequera         | 155 km   | Óscar Freire     | Óscar Freire        |

## Classificacions finals

### Classificació general
|    | Ciclista               | Equip                  | Temps       |
| -- | ---------------------- | ---------------------- | ----------- |
| 1  | Óscar Freire           | Rabobank               | 20h 20' 55" |
| 2  | Dario Cioni            | Predictor-Lotto        | + 1"        |
| 3  | Tadej Valjavec         | Lampre-Fondital        | + 2"        |
| 4  | Francisco José Ventoso | Saunier Duval-Prodir   | m. t.       |
| 5  | Koldo Fernández        | Euskaltel-Euskadi      | + 6"        |
| 6  | Francisco Mancebo      | Relax-GAM              | m. t.       |
| 7  | Roger Hammond          | T-Mobile Team          | m. t.       |
| 8  | Luis Pasamontes        | Unibet.com             | m. t.       |
| 9  | Linus Gerdemann        | T-Mobile Team          | m. t.       |
| 10 | Rodrigo García         | Fuerteventura-Canarias | m. t.       |

|   | Ciclista             | Equip                | Punts |
| - | -------------------- | -------------------- | ----- |
| 1 | José Alberto Benítez | Saunier Duval-Prodir | 12    |
| 2 | Beñat Albizuri       | Euskaltel-Euskadi    | 9     |
| 3 | Dario Cioni          | Predictor-Lotto      | 6     |

|   | Ciclista               | Equip                | Punts |
| - | ---------------------- | -------------------- | ----- |
| 1 | Óscar Freire           | Rabobank             | 100   |
| 2 | Francisco José Ventoso | Saunier Duval-Prodir | 60    |
| 3 | José Joaquín Rojas     | Caisse d'Epargne     | 54    |

|   | Ciclista         | Equip     | Temps |
| - | ---------------- | --------- | ----- |
| 1 | Marcus Burghardt | T-Mobile  | 11    |
| 2 | Antton Luengo    | Euskaltel | 9     |
| 3 | Eric Baumann     | T-Mobile  | 9     |

|   | Equip                  | País        | Temps |
| - | ---------------------- | ----------- | ----- |
| 1 | Fuerteventura-Canarias | 61h 03' 07" |       |
| 2 | Saunier Duval-Prodir   | + 1"        |       |
| 3 | T-Mobile Team          | + 15"       |       |